# Chronicon terrae Prussiae

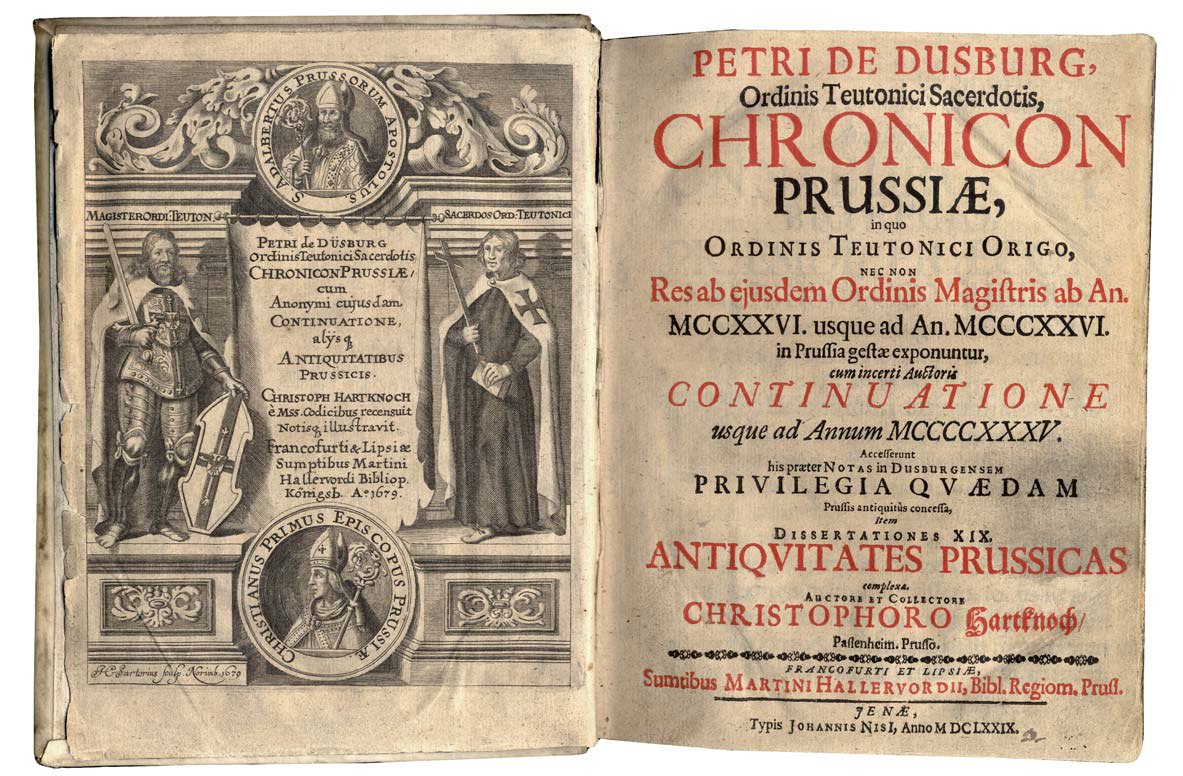
Cubierta de una copia de Chronicon terrae Prussiae (1679)

Chronicon terrae Prussiae (en español La crónica de la Tierra Prusiana) es una crónica de los caballeros teutónicos, obra del sacerdote alemán Peter von Dusburg, acabada en 1326. El manuscrito es la mejor y más completa crónica sobre el Estado Monástico de los Caballeros Teutónicos y la Orden Teutónica en Prusia y el Gran Ducado de Lituania, completada 100 años después de las cruzadas bálticas. Es también la fuente de información más completa sobre las batallas con los clanes paganos prusianos y los lituanos en la región del mar Báltico.
La crónica está escrita en latín y se compone de cuatro volúmenes. El primero ofrece una amplia información de la orden militar teutónica y sus cruzadas en ultramar. El segundo y tercer volúmenes narran cómo la orden llegó a tierras de los prusios y otras tribus bálticas. El cuarto volumen provee un contexto histórico de otros eventos contemporáneos en el mundo. La crónica tiene un anexo de otras 20 páginas sobre acontecimientos de 1326 a 1330, se supone que también escritos por Peter von Dusburg. La crónica se basa en anales de monasterios, crónicas, informes y narraciones que Peter considera fiables. El autor tenía acceso a los archivos del Gran Maestre en el Castillo de Malbork y fue testigo presencial de algunos hechos.
La crónica contiene información etnográfica sobre los clanes prusianos, el pueblo indígena conquistado por la orden. Hay numerosos capítulos sobre visiones religiosas, milagros y hagiografía, con el propósito de glorificar la misión de la Orden Teutónica. La guerra contra los paganos era sagrada y los caballeros que perecían iban directos al paraíso. Peter von Dusburg no muestra interés en aspectos domésticos de la orden, ni describe ciudades, intercambios o la colonización. La crónica relata con gran detalle pequeñas incursiones y choques armados. Mientras que la narrativa de los hechos y batallas se consideran bastante fiables, la información etnográfica está ideológicamente alterada. Como sacerdote, el autor pretendía enseñar al lector. Los paganos prusianos y lituanos se presentan como un ejemplo de moral, eran piadosos en su camino, y los cristianos deberían avergonzarse de su desobediencia y camino pecaminoso.